# حادثه سقوط هواپیما ۲۰۱۸ روسیه
حادثه ۲۰۱۸ سقوط هواپیمای روسیه روز یکشنبه ۱۱ فوریه در حومه مسکو رخ داد که طی آن یک هواپیمای مسافربری این کشور از نوع آنتونوف ۱۴۸ حامل ۷۱ سرنشین، دقایقی پس از برخاستن از فرودگاه مسکو سقوط کرد و تمامی سرنشینان آن کشته شدند. در آخرین تحقیقات علت سقوط هواپیما یخ‌زدن حسگرها(پیتوت) سرعت تشخیص داده شده‌است.

## جزئیات
هواپیما از نوع آنتونوف ۱۴۸ (آنتونوف AN-148) ساخت شرکت آنتونوف اوکراین و متعلق به خطوط هوایی ساراتوف بود. این هواپیما با ۶۵ مسافر و ۶ خدمه از فرودگاه بین‌المللی دوموده‌دوو عازم شهر اورسک در جنوب غربی روسیه و در نزدیکی مرز قزاقستان بود که حدود ده دقیقه پس از برخاستن از باند فرودگاه از صفحه رادار محو شد و در نزدیکی روستای آرگونوو در هشتاد کیلومتری مسکو سقوط کرد.
این هواپیما از نوع هواپیمای میان برد است که قابلیت حمل ۸۰ مسافر و طی مسافت ۳ هزار و ۶۰۰ کیلومتر را دارد.

## تلفات
خبرگزاریتاس (خبرگزاری دولتی روسیه) از پیدا شدن لاشه هواپیما خبر داد و گزارش کرد که هیچ‌یک از ۷۱ سرنشین این هواپیما زنده نمانده‌اند.
خبرگزاری اینترفکس نیز به نقل از یک مقام دولتی روسیه گفت: «سرنشین‌ها شانس زنده ماندن ندارند.»
مقامات روسیه بقایای هواپیمای قطعه قطعه شده را در اطراف مسکو پیدا کرده‌اند.

## علت حادثه
علت سقوط این هواپیما هنوز مشخص نشده‌است. مقامات قضایی روسیه از آغاز «تحقیقات جنایی» در ارتباط با این سانحه خبر داده‌اند. خبرگزاری اینترفکس نیز از قول وزارت راه روسیه خبر داد که این وزارت خانه در حال بررسی دلایل احتمالی از جمله وضعیت آب و هوا یا خطای خلبان است.
در آخرین بررسی کمیته تحقیق هوانوردی روسیه دلیل سقوط هواپیما یخ‌زدگی حسگرهای سرعت بوده که باعث می‌شود خلبان نتواند سرعت هواپیما را تشخیص دهد.

## واکنش‌ها
ولادیمیر پوتین، رئیس‌جمهوری روسیه طی پیامی به خانواده سرنشینان هواپیما تسلیت گفت.

## پیشینه
هواپیمای سانحه دیده هفت سال پیش تولید شده بود و از سال ۲۰۱۰ وارد خدمت شده بود. براساس گزارش‌ها از آن تاریخ تا کنون این هواپیما دست‌کم ۵ سانحه هوایی داشته‌است.